# Acer Inc.

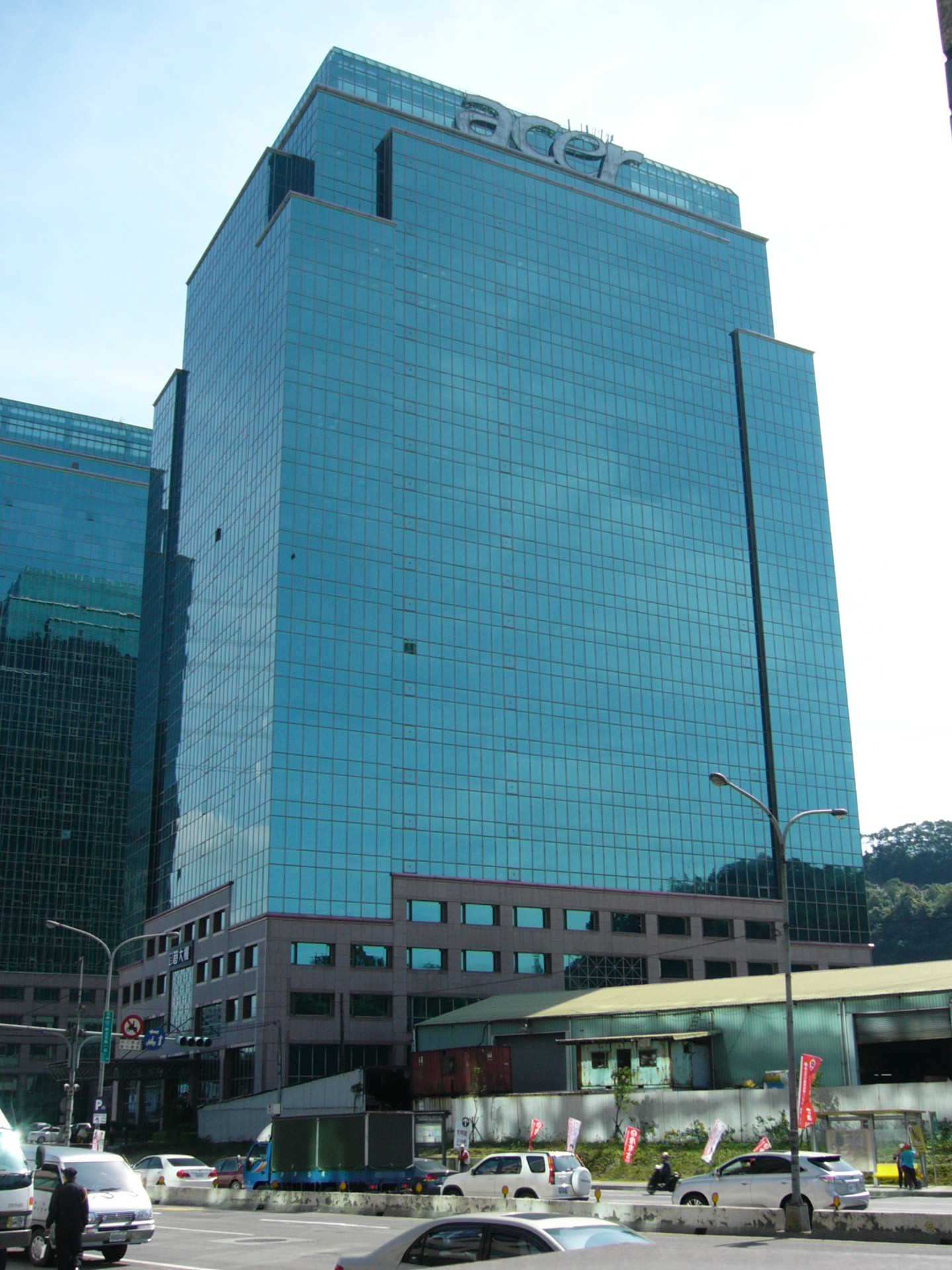
Huvudkontor, 2010.

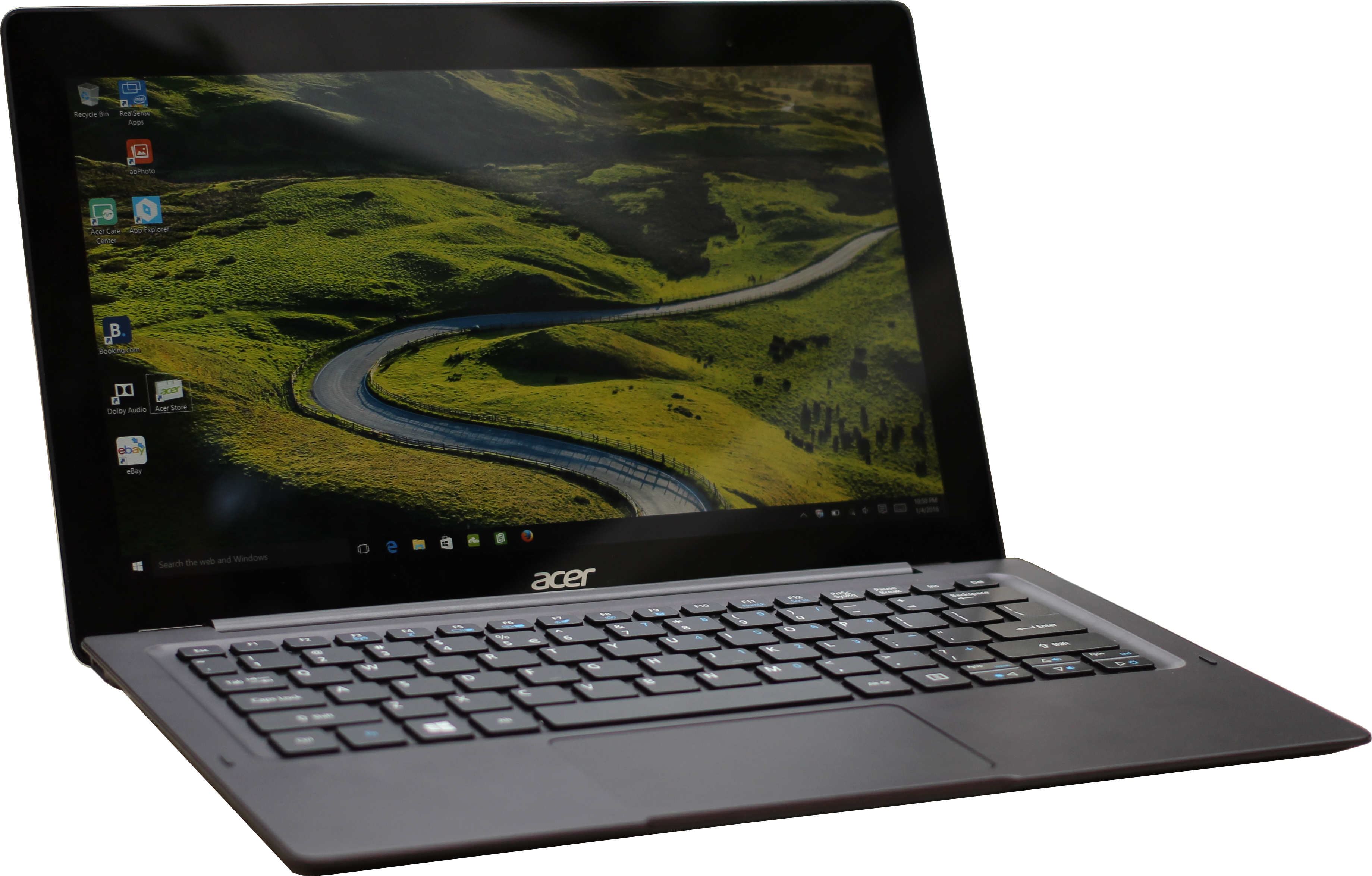
Acer Aspire Switch 12 S

Acer är ett taiwanesiskt företag som tillverkar datorprodukter, till exempel skärmar. De har olika datorfamiljer som till exempel TravelMate, Aspire och Acer Extensa 390. De har även tillverkat diverse bärbara lösningar, där Ferrari-serien har gjort sig känd.
2009 släppte företaget Acer Liquid S100, sin första mobiltelefon som använder operativsystemet Android.

## Historia
Företaget grundades 1976 och hette då Multitech. Acer var länge underleverantör till andra tillverkare och datorföretag, bland annat IBM. 
I mitten av 2000-talet var bärbara datorer för konsumenter nästan den enda tillväxtdrivkraften för PC-industrin, och Acers exceptionellt låga omkostnader och engagemang för bärbara datorer gjorde det till en av de främsta fördelarna för Acer. Acer växte snabbt i Europa, delvis genom att anamma användningen av mer traditionella distributionskanaler riktade till detaljhandelskonsumenter, när vissa konkurrenter provade med onlineförsäljning och företagskunder. 2007 köpte Acer Gateway Inc. i USA och Packard Bell i Europa och blev den tredje största leverantören av datorer och den näst största för bärbara datorer, vilket uppnådde en betydande förbättring av lönsamheten. Acer har strävat efter att bli världens största PC-leverantör i tron att detta skulle kunna hjälpa företaget att uppnå skalfördelar och få högre marginal. Men ett sådant beroende av stor volym och lågt värde på PC-marknaden gjorde Acer känsligt för ändrade köpvanor.
2019 tillkännagav Acer den sociala plattformen för e-sport PLANET9.gg, som syftar till att tillhandahålla spelanalys, community-organiserade tävlingar och sociala upplevelser.

## Omorganisation 2013
I november 2013 avgick ordföranden och vd J.T. Wang och president Jim Wong båda på grund av företagets dåliga ekonomiska resultat. Wang hade enligt uppgift lämnat Acer i slutet av året och skulle ha efterträtts av Wong. Acers medgrundare Stan Shih tog över som styrelseordförande och interimspresident efter Wangs och Wongs avgång och började leta efter nya kandidater som kunde ta över rollerna som VD och president. Den 23 december utnämnde Acer Jason Chen, dåvarande vice VD för global försäljning och marknadsföring på Taiwan Semiconductor Manufacturing, till ny VD och koncernchef, från och med 1 januari 2014.